# Fall of Glomach
Fall of Glomach är ett vattenfall i Storbritannien.   Det ligger i kommunen Highland och riksdelen Skottland, i den nordvästra delen av landet, 700 km nordväst om huvudstaden London. Fall of Glomach ligger 703 meter över havet.
Terrängen runt Fall of Glomach är huvudsakligen kuperad. Fall of Glomach ligger uppe på en höjd.Runt Fall of Glomach är det mycket glesbefolkat, med 2 invånare per kvadratkilometer. Närmaste större samhälle är Dornie, 12,9 km väster om Fall of Glomach. Trakten runt Fall of Glomach består i huvudsak av gräsmarker.